# Université de Sheffield
L'université de Sheffield (en anglais, University of Sheffield) est une université anglaise, située à Sheffield dans le Yorkshire du Sud. Elle appartient au Russell Group, qui regroupe les établissements supérieurs du pays les plus actifs dans le domaine de la recherche.

## Histoire
L’University College of Sheffield fut fondée en 1897 par la fusion de trois institutions : l'école de médecine fondée en 1828, le Firth College en 1879 (nommée d'après Mark Firth, un producteur d'acier) et la Sheffield Technical School créée en 1884. L'université de Sheffield est créée en 1905.

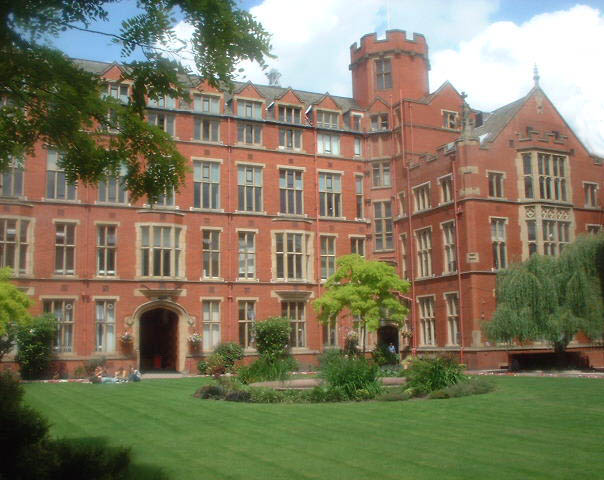
Firth Court, siège de l'université, construit en 1879.

Elle est alors l'une des premières « Red brick universities » même si, à l'origine, il était envisagé qu'elle fusionnerait avec les universités de Manchester, Liverpool et Leeds comme quatrième membre de l'université fédérale de Victoria Victoria University (United Kingdom) (en), aujourd'hui défunte.

## Réputation
L'université de Sheffield est classée 75e mondiale d'après le Classement mondial des universités QS 2019, et 104e mondiale selon le Times Higher Education (édition 2017-2018). Ces classements la placent régulièrement parmi les 10-15 premières universités britanniques,. Elle a été élue « University of the Year » au Royaume-Uni le 25 novembre 2011 par le Times Higher Education.

## Personnalités liées à l'université
- Tim Hughes, musicien
- André Bazergui, ingénieur et président de l'Association des diplômés de l'École polytechnique de 1987 à 1988
- Eugenia Cheng, mathématicienne
- David Blunkett, ministre du Travail et des Retraites du Parti travailliste, du 6 mai 2005 au 2 novembre 2005
- Hans Adolf Krebs, prix Nobel de médecine en 1953
- Sir Harold Walter Kroto, prix Nobel de chimie en 1996
- Richard John Roberts, prix Nobel de médecine en 1993
- Ian Kershaw, professeur d'histoire, spécialiste du nazisme
- Eddie Izzard, humoriste britannique
- William Empson, poète et critique littéraire
- Gill Valentine, géographe